# Jak vycvičit draka 2
Jak vycvičit draka 2 (v anglickém originále How to Train Your Dragon 2) je americký animovaný fantasy akční film studia DreamWorks Animation, který měl premiéru v ČR 19. června 2014. Jde o volnou adaptaci stejnojmenné knihy britské autorky Cressidy Cowellové. Jedná se o volné pokračování animovaného filmu Jak vycvičit draka z roku 2010 a je v trilogii druhým filmem v pořadí.
Film Jak vycvičit draka 2 získal v roce 2015 Zlatý glóbus za nejlepší animovaný film a v roce 2015 byl nominován na Oskara za nejlepší animovaný film, avšak nominaci neproměnil.

## Děj
Ostrov Blp, kde žije hlavní hrdina Škyťák, byl dříve místem, kde se s draky bojovalo. Dnes však vikingové a draci již našli cestu, jak spolu žit v míru a respektu. Škyťák se se svým drakem Bezzubkou snaží objevit a zmapovat ještě neprozkoumané země v okolí i nové druhy draků. Jeho otec si přeje, aby po něm převzal hodnost náčelníka, Škyťák se však na tuto zodpovědnou funkci ještě necítí a chce nejdříve poznat sám sebe. Při prozkoumávání nových krajů Škyťák a Astrid se svými draky objeví pozůstatky pevnosti, které jsou prošpikované obrovskými kusy ledů. Setkají se tam s lovci draků vedenými Eretem, který si myslí, že za zničení jejich pevnosti a vypuštění všech chycených draků mohou oni. Dračí jezdci Ereretovým sítím uniknou a letí předat zprávu o tom, že se Drago Rudvist snaží vybudovat dračí armádu. Když to však Kliďas slyší, nechce s Dragem bojovat a místo toho nechá celý Blp uzavřít. V poslední chvíli Škyťák s Bezzubkou, v závěsu s Astrid s Buřinou opouštějí ostrov a pokoušejí se Draga najít, aby ho mohli přesvědčit o tom, že s draky není třeba bojovat, že ve skutečnosti to jsou mírumilovná stvoření.
Při svém putování se dostávají až k ledové jeskyni, která je útočištěm tisíců draků všech velikostí a druhů. Tyto draky chrání obrovský Alfa drak. Zde se Škyťák setkává se svojí matkou Valkou, která je tajemnou dračí jezdkyní. Matka mu vypráví příběh, proč od nich odešla, a je hrdá, že syn šel v jejich šlépějích. Nemůže uvěřit, že se mu povedlo Vikingy změnit a přesvědčit, aby s draky přestali bojovat a naučili se s nimi vycházet. Kliďas s Tlamounem, kteří Škyťáka stopovali poté, co utekl, naleznou také jeskyni a pro Kliďase je setkání se svou ztracenou ženou velmi silné. Na dlouhé povídání ale není čas, protože na pevnost zaútočí Drago a vyzývá Alfa draka na souboj. Následná bitva dvou obrovských draků končí smrtí současného Alfa draka a vládu nad všemi draky přebírá drak, kterého má ve své moci Drago. Všechny draky ovládá pomocí hypnózy. Škyťák se snaží Draga přesvědčit, aby přestal s násilím a žil s draky v míru. Ale Drago se ho pokusí zabít. Poručí Alfa drakovi, aby zhypnotizoval Bezzubku, a poté Bezzubkovi přikáže zabít Škyťáka. Na poslední chvíli však do cesty ráně z Bezzubkovy tlamy skočí Kliďas Velikán, aby ochránil svého syna. Kliďas padne mrtvý k zemi. Bezzubka se probírá z hypnózy a nic nechápaje, strčí čumákem do ležícího Kliďase. Škyťák odhání Bezzubku pryč, i když ví, že Bezzubka za smrt jeho otce nemůže. Drago se se všemi draky vydává dobýt Blp a Škyťák s ostatními pohřbívá svého náčelníka, kterému přejí šťastný přechod do Valhaly. Dračí jezdci nasedají na dračí mláďata, která jako jediná neposlouchají nikoho, a vydávají se zachránit Blp. Zjistí, že Drago už napadl vesnici a získal kontrolu nad všemi draky ve vesnici. Škyťák se vydává za Bezzubkou, kterého si osedlal Drago, a ostatním dává za úkol odklákat pozornost Alfa draka. Škyťákovi se díky společným vzpomínkám a síle jejich vztahu povede osvobodit Bezzubku z vlivu Alfa drak a Bezzubka shodí Draga k zemi. Velkému Alfa drakovi se povede zasáhnout kusem ledu Škyťáka s Bezzubkou. Led ale začne modře zářit, až najednou praskne a objeví se nezraněná dvojice Bezzubka – Škyťák. Bezzubka vyzve Alfa draka na souboj, a když na něj začne střílet, naruší tím jeho hypnotický vliv na ostatní draky. Ti se pak přidají na stranu Bezzubky a pomohou mu. Bezzubka se tak stává novým Alfa drakem, a když se obrovskému Mrazidrakovi, bývalému Alfa drakovi, ulomí jeden z jeho klů, vzdává se a vrací se zpět do moře. Vikingové slaví své vítězství a Škyťák se stává novým náčelníkem.